# Bernhard Brockmann
Bernhard Brockmann (gesprochen: Brookmann) (* 19. August 1931 in Visbek; † 15. August 2018 in Goldenstedt) war ein deutscher Rechtsanwalt und Notar sowie Regionalhistoriker.

## Leben
Bernhard Brockmann studierte Rechtswissenschaften und wurde 1961 an der Universität Hamburg mit der Arbeit Die Anwendung des § 20 und des § 27 JGG im Oberlandesgerichtsbezirk Oldenburg in den Jahren 1954 bis 1958 zum  Dr. iur. utr. promoviert. Er war von 1961 bis 1992 als Rechtsanwalt und Notar tätig.
Bekannt wurde Brockmann als Regionalhistoriker. Er veröffentlichte einige Standardwerke zur Regionalgeschichte des Oldenburger Münsterlandes. Für sein Wirken wurde er 1996 mit der "Abt-Gerbert-Castus-Medaille" ausgezeichnet. 2010 folgte der Ehrenteller des Gerichts, eine Ehrenauszeichnung des „Höchsten Gerichts des Oldenburger Münsterlandes“.
Bernhard Brockmann engagierte sich für zahlreiche sozialen Projekte und die Christen im Heiligen Land. Er war Mitglied im Deutschen Verein vom Heiligen Lande. 1994 wurde Brockmann von Kardinal-Großmeister Giuseppe Kardinal Caprio zum Ritter des Ritterordens vom Heiligen Grab zu Jerusalem ernannt und am 28. Mai 1994 in Ulm durch Anton Schlembach, Großprior der deutschen Statthalterei, investiert. Er war zuletzt Offizier des Päpstlichen Laienordens.
Seit 1952 war er Mitglied der katholischen Studentenverbindung K.D.St.V. Wiking zu Hamburg im Cartellverband der katholischen deutschen Studentenverbindungen.

## Schriften
- Abtei Visbek. 1175 Jahre Visbek. 819–1994, Visbek 1994
- Die Christianisierung des Oldenburger Münsterlandes, Plaggenborg 1996, ISBN 978-3-92935-851-3
- mit Hein Schillmöller: Visbeker Braut und Visbeker Bräutigam: Steine mit Geschichte und Geschichten. Die Großsteingräber bei Engelmannsbäke, Plaggenborg, Vechta 1996, ISBN 978-3-929358-51-3
- mit Hans-Joachim Behr, Nikolaus Kokenge: Das Gogericht auf dem Desum – haubtt und ubergericht – des Oldenburger Münsterlandes, im Auftrage der Interessengemeinschaft "Altes Gogericht auf dem Desum e. V." herausgegeben, Oldenburg 2000
- 600 Jahre Wildeshauser Schützengilde von 1403 – Geschichte der Gilde von den Anfängen bis zur Gegenwart, Wildeshausen 2002, ISBN 978-3-00010-247-9
- mit Ulrich Westendorf, Hein Schillmöller, Heinrich Jürgens: Menschen unserer Heimat, Kathmann, Wildeshausen 2004, ISBN 978-3-00-010247-9
- Pioniere der modernen Agrarwirtschaft aus dem Oldenburger Münsterland, Schmücker, Löningen 2004, ISBN 978-3-9808698-2-9
- Mord und Totschlag vor dem Gogericht auf dem Desum im 16. Jahrhundert: der Prozess gegen Arndt Bullingk wegen Totschlags im Jahre 1553 im Vergleich mit ähnlichen Verfahren vor den Gogerichten Damme und Sutholte bei Goldenstedt, Geest-Verlag, Vechta-Langförden 2006, ISBN 978-3-937844-18-3
- Das weltweit einzigartige Simultaneum mixtum in Goldenstedt: Evangelisch und katholisch gemeinsam von 1650 bis 1850, Geest-Verlag, Vechta-Langförden 2007, ISBN 978-3-86685-099-6
- mit Winfried Rötepohl-Bahlmann: Der Goldenstedter Schulkampf 1938. Erinnerung an mutige Bürger in einer dunklen Zeit, Geest-Verlag, Vechta-Langförden 2008, ISBN 978-3-86685-121-4
- mit Martin Knipper, Ulrich Westendorf: 100 Jahre katholische Pfarrkirche St. Gorgonius Goldenstedt, Kath. Kirchengemeinde St. Gorgonius, Goldenstedt 2010